# 94ste Oscaruitreiking
De 94ste Oscaruitreiking vond plaats op 27 maart 2022 in het Dolby Theatre in Hollywood. De uitreiking werd georganiseerd door de Academy of Motion Picture Arts and Sciences (AMPAS) en eerde de beste films die tussen 1 maart en 31 december 2021 zijn uitgebracht. Een shortlist van films die meedingen naar nominaties in tien categorieën werd op 21 december 2021 bekendgemaakt. De nominaties werden op 8 februari 2022 bekendgemaakt door acteurs Tracee Ellis Ross en Leslie Jordan.
Vanwege de aanhoudende impact van de COVID-19-pandemie op de bioscoop, blijven de gewijzigde geschiktheidscriteria van de 93ste Oscaruitreiking van kracht, zoals die voor direct-naar-digitale releases en extra flexibiliteit voor in aanmerking komende theatervoorstellingen in steden naast Los Angeles. De subsidiabiliteitsperiode eindigt normaal op 31 december 2021; aangezien de 93ste Oscaruitreiking waren uitgesteld om een verlenging van twee maanden tot eind februari 2021 mogelijk te maken, komen alleen films die sinds 1 maart 2021 zijn uitgebracht, in aanmerking.
CODA werd de allereerste beste film-ontvanger in de geschiedenis van de Academy die werd gedistribueerd door een streamingservice (in dit geval Apple TV+). De film won naast beste film nog twee andere prijzen. Dune won zes prijzen, terwijl The Eyes of Tammy Faye twee prijzen won. The Power of the Dog, King Richard, West Side Story, Drive My Car, Encanto, Belfast, No Time to Die, Cruella, The Long Goodbye, The Queen of Basketball, Summer of Soul en The Windshield Wiper wonnen elk een prijs.
Tijdens de prijsuitreiking ontstond er een controverse nadat acteur Will Smith het podium betrad en komiek Chris Rock sloeg, die een prijs uitreikte, nadat Rock een grap had gemaakt over Smiths vrouw, Jada Pinkett Smith. Na het even later in ontvangst nemen van een Oscar bood Smith zijn excuses aan, maar niet aan Rock. Dit deed hij een dag later op Instagram. De Academy is disciplinaire procedures begonnen tegen Smith wegens schendingen van de gedragsnormen van de Academy. Smith heeft zijn lidmaatschap van de Academy opgezegd en gezegd alle verdere consequenties die het bestuur passend acht te aanvaarden. De Academy heeft het ontslag van Smith geaccepteerd en verder besloten om Smith tien jaar lang te weren van de Oscarsuitreiking.

## Winnaars en genomineerden
De winnaars staan bovenaan in vet lettertype.

### Beste film
- CODA
  - Belfast
  - Don't Look Up
  - Drive My Car
  - Dune
  - King Richard
  - Licorice Pizza
  - Nightmare Alley
  - The Power of the Dog
  - West Side Story

### Beste regisseur
- Jane Campion – The Power of the Dog
  - Kenneth Branagh – Belfast
  - Ryusuke Hamaguchi – Drive My Car
  - Paul Thomas Anderson – Licorice Pizza
  - Steven Spielberg – West Side Story

### Beste mannelijke hoofdrol
- Will Smith – King Richard
  - Javier Bardem – Being the Ricardos
  - Benedict Cumberbatch – The Power of the Dog
  - Andrew Garfield – Tick, Tick... Boom!
  - Denzel Washington – The Tragedy of Macbeth

### Beste vrouwelijke hoofdrol
- Jessica Chastain – The Eyes of Tammy Faye
  - Olivia Colman – The Lost Daughter
  - Penélope Cruz – Parallel Mothers
  - Nicole Kidman – Being the Ricardos
  - Kristen Stewart – Spencer

### Beste mannelijke bijrol
- Troy Kotsur – CODA
  - Ciarán Hinds – Belfast
  - Jesse Plemons – The Power of the Dog
  - J.K. Simmons – Being the Ricardos
  - Kodi Smit-McPhee – The Power of the Dog

### Beste vrouwelijke bijrol
- Ariana DeBose – West Side Story
  - Jessie Buckley – The Lost Daughter
  - Judi Dench – Belfast
  - Kirsten Dunst – The Power of the Dog
  - Aunjanue Ellis – King Richard

### Beste originele scenario
- Belfast – Kenneth Branagh
  - Don't Look Up – Adam McKay en David Sirota
  - King Richard – Zach Baylin
  - Licorice Pizza – Paul Thomas Anderson
  - The Worst Person in the World – Eskil Vogt en Joachim Trier

### Beste bewerkte scenario
- CODA – Siân Heder
  - Drive My Car – Ryusuke Hamaguchi en Takamasa Oe
  - Dune – Jon Spaihts, Denis Villeneuve en Eric Roth
  - The Lost Daughter – Maggie Gyllenhaal
  - The Power of the Dog – Jane Campion

### Beste internationale film
- Drive My Car – Japan
  - Flee – Denemarken
  - The Hand of God – Italië
  - Lunana: A Yak in the Classroom – Bhutan
  - The Worst Person in the World – Noorwegen

### Beste animatiefilm
- Encanto – Jared Bush, Byron Howard, Yvett Merino en Clark Spencer
  - Flee – Jonas Poher Rasmussen, Monica Hellström, Signe Byrge Sørensen en Charlotte De La Gournerie
  - Luca – Enrico Casarosa en Andrea Warren
  - The Mitchells vs. the Machines – Mike Rianda, Phil Lord, Christopher Miller en Kurt Albrecht
  - Raya and the Last Dragon – Don Hall, Carlos López Estrada, Osnat Shurer en Peter Del Vecho

### Beste documentaire
- Summer of Soul (...Or, When the Revolution Could Not Be Televised) – Ahmir "Questlove" Thompson, Joseph Patel, Robert Fyvolent en David Dinerstein
  - Ascension – Jessica Kingdon, Kira Simon-Kennedy en Nathan Truesdell
  - Attica – Stanley Nelson en Traci A. Curry
  - Flee – Jonas Poher Rasmussen, Monica Hellström, Signe Byrge Sørensen en Charlotte De La Gournerie
  - Writing with Fire – Rintu Thomas en Sushmit Ghosh

### Beste camerawerk
- Dune – Greig Fraser
  - Nightmare Alley – Dan Laustsen
  - The Power of the Dog – Ari Wegner
  - The Tragedy of Macbeth – Bruno Delbonnel
  - West Side Story – Janusz Kamiński

### Beste montage
- Dune – Joe Walker
  - Don't Look Up – Hank Corwin
  - King Richard – Pamela Martin
  - The Power of the Dog – Peter Sciberras
  - Tick, Tick... Boom! – Myron Kerstein en Andrew Weisblum

### Beste productieontwerp
- Dune – Patrice Vermette en Zsuzsanna Sipos
  - Nightmare Alley – Tamara Deverell en Shane Vieau
  - The Power of the Dog – Grant Major en Amber Richards
  - The Tragedy of Macbeth – Stefan Dechant en Nancy Haigh
  - West Side Story – Adam Stockhausen en Rena DeAngelo

### Beste originele muziek
- Dune – Hans Zimmer
  - Don't Look Up – Nicholas Britell
  - Encanto – Germaine Franco
  - Parallel Mothers – Alberto Iglesias
  - The Power of the Dog – Jonny Greenwood

### Beste originele nummer
- "No Time to Die" uit No Time to Die – Muziek en tekst: Billie Eilish en Finneas O'Connell
  - "Be Alive" uit King Richard – Muziek en tekst: DIXSON en Beyoncé Knowles-Carter
  - "Dos Oruguitas" uit Encanto – Muziek en tekst: Lin-Manuel Miranda
  - "Down to Joy" uit Belfast – Muziek en tekst: Van Morrison
  - "Somehow You Do" uit Four Good Days – Muziek en tekst: Diane Warren

### Beste geluid
- Dune – Mac Ruth, Mark Mangini, Theo Green, Doug Hemphill en Ron Bartlett
  - Belfast – Denise Yarde, Simon Chase, James Mather en Niv Adiri
  - No Time to Die – Simon Hayes, Oliver Tarney, James Harrison, Paul Massey en Mark Taylor
  - The Power of the Dog – Richard Flynn, Robert Mackenzie en Tara Webb
  - West Side Story – Tod A. Maitland, Gary Rydstrom, Brian Chumney, Andy Nelson en Shawn Murphy

### Beste visuele effecten
- Dune – Paul Lambert, Tristan Myles, Brian Connor en Gerd Nefzer
  - Free Guy – Swen Gillberg, Bryan Grill, Nikos Kalaitzidis en Dan Sudick
  - No Time to Die – Charlie Noble, Joel Green, Jonathan Fawkner en Chris Corbould
  - Shang-Chi and the Legend of the Ten Rings – Christopher Townsend, Joe Farrell, Sean Noel Walker en Dan Oliver
  - Spider-Man: No Way Home – Kelly Port, Chris Waegner, Scott Edelstein en Dan Sudick

### Beste kostuumontwerp
- Cruella – Jenny Beavan
  - Cyrano – Massimo Cantini Parrini en Jacqueline Durran
  - Dune – Jacqueline West en Robert Morgan
  - Nightmare Alley – Luis Sequeira
  - West Side Story – Paul Tazewell

### Beste grime en haarstijl
- The Eyes of Tammy Faye – Linda Dowds, Stephanie Ingram en Justin Raleigh
  - Coming 2 America – Mike Marino, Stacey Morris en Carla Farmer
  - Cruella – Nadia Stacey, Naomi Donne en Julia Vernon
  - Dune – Donald Mowat, Love Larson en Eva von Bahr
  - House of Gucci – Göran Lundström, Anna Carin Lock en Frederic Aspiras

### Beste korte film
- The Long Goodbye – Aneil Karia en Riz Ahmed
  - Ala Kachuu - Take and Run – Maria Brendle en Nadine Lüchinger
  - The Dress – Tadeusz Łysiak en Maciej Ślesicki
  - On My Mind – Martin Strange-Hansen en Kim Magnusson
  - Please Hold – K.D. Dávila en Levin Menekse

### Beste korte animatiefilm
- The Windshield Wiper – Alberto Mielgo en Leo Sanchez
  - Affairs of the Art – Joanna Quinn en Les Mills
  - Bestia – Hugo Covarrubias en Tevo Díaz
  - Boxballet – Anton Dyakov
  - Robin Robin – Dan Ojari en Mikey Please

### Beste korte documentaire
- The Queen of Basketball – Ben Proudfoot
  - Audible – Matt Ogens en Geoff McLean
  - Lead Me Home – Pedro Kos en Jon Shenk
  - Three Songs for Benazir – Elizabeth Mirzaei en Gulistan Mirzaei
  - When We Were Bullies – Jay Rosenblatt

## Films met meerdere nominaties
De volgende films ontvingen meerdere nominaties:
| Nominaties | Film                          | Awards |
| ---------- | ----------------------------- | ------ |
| 12         | The Power of the Dog          | 1      |
| 10         | Dune                          | 6      |
| 7          | Belfast                       | 1      |
| 7          | West Side Story               | 1      |
| 6          | King Richard                  | 1      |
| 4          | Don't Look Up                 |        |
| 4          | Drive My Car                  | 1      |
| 4          | Nightmare Alley               |        |
| 3          | Being the Ricardos            |        |
| 3          | CODA                          | 3      |
| 3          | Encanto                       | 1      |
| 3          | Flee                          |        |
| 3          | Licorice Pizza                |        |
| 3          | The Lost Daughter             |        |
| 3          | No Time to Die                | 1      |
| 3          | The Tragedy of Macbeth        |        |
| 2          | Cruella                       | 1      |
| 2          | The Eyes of Tammy Faye        | 2      |
| 2          | Parallel Mothers              |        |
| 2          | Tick, Tick... Boom!           |        |
| 2          | The Worst Person in the World |        |